# Arheološki lokaliteti u Napulju
Grad Napulj u Italiji i njegova neposredna okolica čuvaju arheološku baštinu neprocjenjive vrijednosti i među najboljima u svijetu. Na primjer, arheološki park Flegrejska polja (Cumae, Baiae, Flavijev amfiteatar i forum Pozzuoli) izravno je povezan sa središtem Napulja preko željeznice Cumana, a obližnja nalazišta Pompeji, Herculanej, Stabiae i Oplontis su među mjesta svjetske baštine UNESCO-a.
Unatoč tome što je drevni grad u velikoj mjeri zakopan ispod modernog grada, ostaci su sačuvani na mnogim mjestima. Parthènope, prvo naselje koje su osnovali Kumejci iz Napulja na brdu Pizzofalcone u 8. stoljeću prije Krista, ostavilo je tek nekoliko tragova, poput nekropole iz 7. stoljeća prije Krista i poteza zida na trgu Gradske vijećnice, vjerojatno pripadaju luci.
Mnogo je vidljiviji grčki i kasnije rimski grad Neapolis iz 6. st. pr. Kr., dijelom zbog relativno nedavnog podzemnog proširenja, koje uključuje mnoga arheološka nalazišta i nalaze sačuvane u raznim gradskim arheološkim muzejima.

## Urbanistički raspored
Velik dio pravokutne ulične mreže iz 6. stoljeća prije Krista još uvijek prate moderne ulice.
Grčki sustav od tri glavne ceste međusobno paralelne, nazvane plateiai (dekumani u rimsko doba), presijecaju urbano središte dijeleći ga na četiri dijela. Te su ulice okomito od sjevera prema jugu presjecale manje ulice zvane stenopoi kojih je bilo do 24.
3 dekumanusa su, od zapada prema istoku:
- Superior: sastoji se od Via Sapienza, Via Pisanelli i Via Anticaglia
- Maksimus: Via dei Tribunali
- Inferior: Via Spaccanapoli, koja se sastoji od Via Benedetto Croce i Via San Biagio dei Librai.

Agora se nalazila u središtu Decumanusa Maximusa. Agora ispod Piazze San Gaetano bila je podijeljena na dva dijela glavnom ulicom gdje su se na sjevernoj strani, u blizini hrama Dioskura (danas Bazilika San Paolo Maggiore), održavale vjerske funkcije, dok je na južnoj strani bila tržnica, aerarij i druge javne zgrade. Iskopine San Lorenzo Maggiore koje se mogu posjetiti pokazuju ostatke agore.
U rimskom razdoblju donji dekumanus produljen je prema jugozapadu od Piazza del Gesù Nuovo do via Domenico Capitelli.

## Glavne lokacije

### Rimsko kazalište
Kazalište je bilo jedna od slava Neapolisa prema Augustu, čuvaru helenske kulture.

#### Povijest
Klaudije je ovdje dao izvoditi predstave u čast svog voljenog brata Germanika. Godine 64. Neron je ovdje nastupao. Napulj se ponosio svojim grčkim podrijetlom i grčkom kulturom. Neron je svoje pojavljivanje na pozornici shvaćao ozbiljno, vježbajući, baveći se napornim glasovnim vježbama, učeći svoju izvedbu. Upravo je počeo pjevati kad se dogodio snažan potres koji je protumačio kao zahvalnost bogova pa je nastavio pjevati i natjerao publiku da ostane. Kazalište se nakon toga srušilo.
Kazalište je obnavljano krajem 1. stoljeća i u 2. stoljeću. Stacije u Flavijevo doba uzdiže hramove i veliki trg s arkadama (možda Forum) i odnosi se na dva velika kazališta u gradu, otvoreno i natkriveno, smještena u gornjem dijelu Foruma, iza svetog prostora hram Dioskura.
Pad Rimskog Carstva također je označio pad kazališnih predstava općenito, a građevina je napuštena, također nakon poplave između 5. i 6. stoljeća.
U srednjem vijeku građevina je zaboravljena, prvo je korištena kao mala nekropola (datirana u 7. stoljeće) ili odlagalište, a konačno, između 15. i 17. stoljeća preplavljena je izgradnjom zgrada na cavei.
Interijeri su donedavno korišteni kao staje, podrumi, skladišta i trgovine. Prva otkrića dogodila su se 1859. godine prilikom iskapanja kanalizacije. Prva arheološka istraživanja bila su krajem 19. stoljeća u vrtu zgrade u središtu kazališta. Prvi plan obnove datira iz 1939. godine, ali tek od 1997. kazalište je djelomično otkriveno, a od 2003. cavea je otkrivena u unutarnjem vrtu.

#### Ostaci
Kazalište se nalazi između Via Anticaglia na sjeveru, Via San Paolo na zapadu i Vico Giganti na istoku. Datira iz 1. stoljeća prije Krista, izgrađena je iznad prethodne grčke građevine iz 4. stoljeća prije Krista, također vjerojatno namijenjene kazališnim predstavama. Za razliku od odeona koji je stajao uz njega i bio namijenjen određenim glazbenim događanjima, kazalište je bilo nepokriveno.
Njegova struktura korištena je u zidovima sadašnjih kuća, a cjelokupna struktura i mnogi elementi još su vidljivi. Veliki dio središta kazališta vidljiv je na otvorenom prostoru između niza kuća.
Dva masivna luka u via Anticaglia bila su pojačanje za vanjski dio kazališta i ugrađeni su u postojeće zgrade.
Cavea je imala 5-6000 sjedećih mjesta. Vidljivi dio je donja središnja cavea i uključuje jedan od vomitorija koji se još uvijek koristi za pristup kazalištu. Summa cavea, najviši dio, je izgubljen. Ulaz u caveu je s ulice Via San Paolo kroz starinski dućan u dvorištu zgrade iz 15. stoljeća.

### Gradske zidine Neapolisa
Prve zidine Neapolisa datiraju iz 6. stoljeća pr. Ostaci su uglavnom zakopani ispod modernog grada, ali se mogu vidjeti na nekoliko mjesta gdje su izvađeni na svjetlo dana.
Blokovi su izvađeni iz golemog kamenoloma iz grčkog doba koji se nalazi u Poggiorealeu; slučajno je identificiran 1987. nakon slijeganja ispod groblja Pianto ispod trga crkve Santa Maria del Pianto. Kamenolom ima vodoravne grebene koji odgovaraju visini blokova i, začudo, karakteristične abecedne oznake starih kamenoloma. Iz kamenoloma blokovi su transportirani u grad ravnom linijom od via Nuova Poggioreale do via Casanova da bi se ušlo u Napulj od drevnih vrata gdje se sada nalazi Castel Capuano.

#### Grčke zidine
Grčke zidine pratile su rubove platoa na kojem se nalazi Neapolis, a prirodne doline koje su okruživale grad činile su obrambene padine. Zidine su imale reputaciju neosvojivosti, što potvrđuju povijesni izvori nakon Hanibalskog rata (218. – 202. pr. Kr.) i tijekom Gotskog rata (535-554) AD.
Prepoznato je nekoliko faza gradnje:
Prva faza utemeljenja Neapolisa (kraj 6. st. pr. Kr.) ističe se upotrebom ortostata zrnatog sivog tufa. Zid je djelomično bio jednostruki zastor koji je pratio vrh brda, a inače dvostruki zastor ojačan unutarnjim zidnim podupiračima koji su stvarali ćelije ispunjene ruševinama sedre. Ovoj prvoj fazi pripada i "ključasti" tip zidanja s preklopnim blokovima.
Drugu fazu 4. stoljeća prije Krista (povezanu sa Samnitskim ratovima) karakterizira korištenje kompaktnih blokova žutog tufa. Ima zidni zastor s poprečnim zastorima u istoj tehnici, uz zidove prve faze koji tako postaje unutarnji zastor. Za zidove druge faze karakteristični su znakovi kamenoloma, pojedinačna slova ili karike grčkog alfabeta koji su uklesani na pojedine blokove tijekom vađenja kamena.

#### Rimske zidine
Suhi zid od sedre koji su sagradili Grci izmijenjen je u rimsko doba; koristili su tvrđi Piperno za vanjski zid i unutarnji zastor od tufa.
Zidine nisu bile podvrgnute značajnijim proširenjima sve dok Valentinijan III. (440. ne) nije sagradio proširenje prema lučkom području, što potvrđuje natpis pronađen 1747. i nedavni nalazi zidova u Corso Umberto iu mogućem dijelu bizantske utvrde na Piazza Bovio.
Zidine su u početku ostale netaknute tijekom Gotskog rata (535. – 554.), ali su djelomično sravnjene nakon predaje grada Ostrogotu Totili nakon opsade Napulja (542. – 43.).

#### Ostaci
- Cippo a Forcella na Piazza Calenda, pogrešno nazvan "Cippo" zbog svog oblika velikog stupa, najstariji je do sada pronađeni stup, možda iz 6. stoljeća prije Krista, s vrata Herculanensis (kasnije nazvana Porta Furcilla). Zidovi na Piazza Calenda sastavljeni su od velikih blokova sedre koji tvore dvostruki zastor s poprečnim spojnim sponama. Zidovi se nastavljaju ispod površine ceste i obližnjeg kina (ne vidi se). Trg je nastao nakon otkrića antičkih zidina, radi čije je zaštite Načelništvo obližnje zgrade smjestilo unatrag.
- Unutar obližnjeg Teatro del Popolo (Trianon Viviani) izgrađena je kula od zidina.
- Zidine na trgu Piazza Bellini otkrivene su 1954. Antička razina bila je oko 10 m niža od današnje, a ovaj dio zida išao je duž ruba brda koje je sada potpuno izravnano, a na vrhu doline koja je sada također ispunjena (via Costantinopoli - via San Sebastiano). Znanstvenici se ne slažu u datiranju ovog dijela zidina: nekada je sve bilo datirano u 4. stoljeće prije Krista kao produžetak zidina pronađenih u via del Sole; danas se smatra da je iz 5. st. pr. Kr., ojačana u 4. st. pr. ali iskopavanja 1984. nisu potvrdila 4.st. datuma i problem stoga ostaje otvoren.
- Zidovi iskopani u crkvi Sant'Agnello Maggiore prikazani su u lađi.
- Zidovi u blizini na Piazzi Cavour (iza zgrade škole Salvator Rosa) gotovo su potpuno druga faza; imaju škarpu i stepenaste temelje i očuvani su do visine od 9,2 m. Nedaleko od njih, 1950-ih godina pronađen je još jedan zid visok 10 m u stražnjem položaju, vjerojatno prve faze, koji je uništen radi izgradnje rampe Maria Longo (malo sačuvanih ostataka).
- Zidovi i donji dekumanus prikazani unutar Palazzo Saluzzo di Corigliano u "Aula Mura Greche" vjerojatno potječu iz 4. stoljeća prije Krista.
- Rimske zidine vidljive su in vico Santa Maria Vertecoeli na brojevima 15, 17, 21 i 22 ugrađene u moderne zgrade; važni su jer označavaju sjeveroistočnu granicu zidina toga doba.

### Arheološko područje napuljske podzemne željeznice: Piazza del Municipio (Gradska vijećnica)
Iskapanja postaje Municipio pokazala su se toliko plodonosnim da su ih arheolozi opisali kao "bunare svetog Patrika". Samo u ovom iskapanju pronađeno je na tisuće keramičkih fragmenata. Rezultat je kombinacija postaje i arheološkog parka s mnogim antičkim ostacima sačuvanim in situ.
Prvo otkriće 2003. godine bio je 10 m dug čamac iz 2. stoljeća nove ere, pronađen naopačke, vrlo sličan onom u Herculaneju 1982. godine. To je omogućilo precizno definiranje antičke obale.
Rimska luka otkrivena je 2004. godine na 3,5 m ispod razine mora i 13 m ispod zemlje čime su položene hipoteze o njezinoj točnoj lokaciji. Osim toga, izvađeni su mnogi predmeti: kožni potplati cipela, novčići, korintski pečati s ukrasima bakičkih scena, balzamske boce, znatna količina dobro očuvane keramike (amfore, terakota posude, šalice afričke proizvodnje), staklene boce zatvorene s plutenim čepovima, prstenovima za spajanje opute s jedrima, iglama za krpanje mreža, drvenim harpunima za ribolov, rimskim kamenim sidrima i uljanicama.
Također 2004. godine pronađen je drugi rimski brod, identičan prvom, što je navelo arheologe na pretpostavku da su Rimljani imali flotu lučkih brodova.
Zatim je pronađen 3. veći čamac, 3,60 mx 13,5 m, iz 1. – 2. Četvrti je pronađen s vrlo širokom kobilicom, s niskim gredama i ravnim pramcem kako bi se olakšalo pristajanje uz gat i utovar i istovar robe. Na kraju je pronađeno ukupno 7 brodova zajedno s pristaništima. Pronađena je cesta duž pristaništa, najvjerojatnije via per cryptam koju je izgradio August da poveže Neapolis s Puteoli kroz Crypta Neapolitana.

### Arheološko područje napuljske podzemne željeznice: (stanica Duomo)
Tijekom iskapanja stanice Duomo (linija metroa 1) koja se nalazi na Piazzi Nicola Amore, pojavila su se mnoga otkrića koja su po broju druga iza onih pronađenih na stanici Municipio.
Prvi nalaz krajem 2003. bili su ostaci impozantne javne građevine sagrađene u augustovo doba za potrebe Izolimpijskih igara. Godine 2004. ulaz u drevnu Gimnaziju koju su mladi ljudi koristili i kao teretanu i kao mjesto za slušanje filozofa i pjesnika. Nastali su brojni arhitektonski elementi: mramorni stupovi, ulomci zabata, dijelovi mozaičkog poda, zidna konstrukcija stubišta (s kojeg su uklonjene stepenice) i dio bočnih mramornih balustrada.
Hram napuljskih izolimpijskih igara posvećen Augustu iz ranog 1.st. AD je pronađen. Mramorne ploče s uklesanim imenima pobjednika izolimpijada, na grčkom jeziku, podijeljenih u kategorije (muškarci, žene, djevojčice, dječaci) i discipline (hrvanje, boks itd.). Pronađeno je više od 400 komada ovih ploča koje su nekada prekrivale zidove velikog trijema ispred Augustova hrama, daleko najveći broj grčkih natpisa s jednog mjesta u Italiji.

### Arheološko područje i terme Santa Chiara
To je najvažniji kompleks termalnih kupki u Napulju i nalazi se ispod bazilike Santa Chiara. U muzejskom dijelu izložene su amfore, keramički predmeti i mramor koji datiraju iz 2. i 3. stoljeća nove ere.

### Podzemni Napulj u San Lorenzo Maggiore
Smješten ispod kompleksa San Lorenzo Maggiore i Piazza San Gaetano, iskapanja iz 80-ih i ranih 90-ih pokazuju ostatke trgovačkog područja koje se razvilo oko starogrčke agore koja datira iz 4. stoljeća prije Krista s nekim dijelovima iz carskog razdoblja.
Nalazi se u središtu antičkog grada na grčkoj agori ili kasnijem rimskom forumu. Na sjevernoj strani agore nalazio se hram Dioskura. Na južnoj strani nalazi se trgovačka četvrt koja uključuje veliku dvokatnicu, macelij (natkrivenu mesnu tržnicu), iz 2. – 1.st. pr. Kr., čiji je gornji kat bio na razini Via dei Tribunali. Imao je pravokutni tlocrt s malim kružnim hramom u središtu i trgovinama posvuda uokolo, neke s radionicama unutra, i podovima od mozaika posvuda. Hram s kolonadom tipa tolos imao je fontanu.
Vidljiv je i decumanus maximus, glavna ulica. Nekoliko elegantnih atrijskih kuća graniči s ulicom.

### Crypta Napolitana
Smještena unutar parka Vergiliano u Piedigrotti, kripta je tunel dugačak 700 metara iskopan u sedri koji je bio dio plana Rimljana za izgradnju raznih vojnih infrastruktura u to vrijeme. Nakon pada Rimskog Carstva, tunel je korišten u civilne svrhe jer je mogao lako povezati dva dijela grada međusobno vrlo udaljena, Mergellinu s Fuorigrottom. Galerija je modificirana od 15. stoljeća pod vladavinom Alfonsa V od Aragona i trajala je do vladavine Josepha Bonapartea kada je unutra dao postaviti uljane svjetiljke. Mnogo je legendi koje se vrte oko napuljske kripte, prije svega ona da ju je iskopao latinski pjesnik Vergilije, pokopan u blizini istočnog ulaza galerije.

### Arheološki park Posillipo
Park se nalazi na brdu Posillipo, izvan starog gradskog središta. Nudi priliku da posjetite nekoliko arheoloških fragmenata iz rimskog doba, kao i važne lokacije kao što su: kazalište Odeon, carska vila Pausylipon, potopljeni park Gaiola, palača Duhova i špilja Seiano, posljednji dugačak 770 metara, a naručio ga je Marcus Vipsanius Agrippa da poveže vile Pausilypon s područjima Cumae i Puteoli. Vila je danas zapravo jedan od dvaju ulaza u arheološki park.

### Via per colles (Put kroz brda)
Sve do početka prvog stoljeća naše ere, prije iskopavanja uske i rizične Crypta Neapolitana (spojni tunel), gradovi Neapolis i Puteoli (Pozzuoli) bili su povezani 15 km dugom cestom koja je prolazila kroz brda, a pretpostavlja se da ju je izgradio Grci. Rimljani su je nazvali Via Neapolis-Puteolim per colles i pretvorili je u pravu cestu u 2. st. pr. Kr., a poboljšali oko 100. godine. I dalje se koristio jer je povezivao grad s naseljima u brdima, a tunel je bio opasan.
Od Puteola, nakon Agnana, Fuorigrotte i mjesta Marcianum, via per colles je išla uz Loggettu i Canzanella, stizala do brda Vomero u području S. Stefano, nastavila duž Via Belvedere i prošla kroz Antignano. Nakon Piazza Antignano spuštala se Via S.Gennaro, Via Conte della Cerra, Salvator Rosa. Naposljetku, nakon područja Piazza Mazzini, spuštala se stazom između Ventaglierija i Cavonea kako bi ušla u grad.
Uz cestu su pronađena 3 miljokaza na 5., 8. kod Antignana i 10. milje. Natpisi na miljokazima pokazuju da je Trajan (98-117. g.) dovršio popravke na cesti koje je započeo njegov otac Nerva (96-98. g.). Cestu obilježavaju ostaci mosta s lukovima od opeke pronađeni tijekom izgradnje podzemne željeznice 2000. godine u Via Salvator Rosa. Cesta je također iscrtana obrađenim kamenjem od lave, vjerojatno pločama za popločavanje, ugrađenim u zid od sedre Villa Salve koji se proteže duž Corso Europa.

### Akvadukt Serino (Aqua Augusta)
Nedavno su otkriveni lukovi akvadukta blizanaca u podrumima između Via Arena i Vico Traetta i otvoreni su za javnost. Prolaze od sjevera prema jugu dugom dionicom na stalnoj udaljenosti od 10 m, a nakon mijenjanja smjerova približavaju se na 2 m u južnom dijelu. Zapadni kanal je Augustov, dok je istočni dio naknadno dograđen.
Oni su potaknuli povećani interes za istraživanje, što je dovelo do više istraživanja linije monumentalnog akvadukta. Uz helenističku nekropolu pronađena je ogromna cisterna na liniji kanala. Identificiran je i novi dio drevnog akvadukta uzbrdo od via Foria u četvrti “Miracoli” gdje kanal teče pod zemljom 220 m.

### Terme u Via Terracina
Akvadukt je davao dovoljno vode da potakne širenje termalnih kupki. Javna kupatila bila su ključni dio rimskog društvenog života, a njihova je popularnost rasla od kasnog 1.st. prije Krista do 1.st. naše ere. Dok je prije Aqua Auguste u regiji postojalo nekoliko kupališta, mnogo ih je više izgrađeno kasnije.
Na kraju Crypta Neapolitana nova cesta via per cryptam savijala se prema sjeveru i ponovno spajala sa starom cestom via per colles (sadašnja via Terracina) i tu je izgrađen termalni kompleks. Kupališta su izvanredna jer se čini da su tamo bila smještena posebno za putnike, a ne za lokalno stanovništvo. Aqua Augusta je davala vodu za kupališni kompleks i iskopana je u blizini.
Velik dio ostataka ovog velikog arheološkog nalazišta vidljiv je danas. Bio je to veliki kompleks s tri glavna kupališta: apodyterium, frigidarium i caldarium. Uključivao je polukružni zahod ispran preljevnom vodom.

### Starogrčka groblja
Starogrčka groblja (nekropole) u Napulju su opsežne podzemne, često složene grobnice (hipogeje) koje datiraju uglavnom iz helenističkog doba (4. – 3. st. pr. Kr.). Iskopani su u sedri na dubini (danas) od oko 10-12 m, izvan gradskih zidina i mnogi su preživjeli zbog svoje dubine. Imaju karakter nekropola jer su mnoge grobnice bile u nizu duž javne ceste gdje su se putnici mogli diviti ulazima.
Ova groblja predstavljaju izraze napuljske aristokracije tog razdoblja, rođene iz spoja grčkih i samnitskih elemenata. Nadalje, mnogi njihovi sadržaji i značajke upućuju na utjecaje s Bliskog i Dalekog istoka. Sarkofazi na groblju u Via Cristallini, na primjer, pokazuju slike koje se mogu pratiti sve do egipatske kulture. Unutrašnjost grobnica često je bogato ukrašena freskama i sadrži izvajane sarkofage obojene svijetlim bojama.
Većina poznatih mjesta nalazi se između via Arena alla Sanità, via Santa Maria Antesaecula, via Vergini, via Cristallini (poznata kao Ipogeo dei Cristallini), via Foria i vico Traetta. Drugi posebno uključuju:
- nekropola Castel Capuano (5. st. pr. Kr.)
- hipogeja u Rione Sanità (4. – 3. st. pr. Kr.)
- nekropola Pizzofalcone (7. st. pr. Kr.). Ova je nekropola bila vrlo važna jer je svjedočila o postojanju Parthènopea, s grobnim prilozima kumejske proizvodnje od sredine 7. do sredine 6. stoljeća prije Krista, zatim praznine od otprilike dva stoljeća i ponovnog oživljavanja između kraja 4. stoljeće prije Krista.[21]
- nekropola via Santa Teresa degli Scalzi (5-4. st. pr. Kr. i rimsko)[22]
- nekropola San Giovanni a Carbonara
- nekropola Castel Nuovo (ispod via Medine)
- nekropola svetim apostolima

### Ranokršćanske katakombe
Ova često visoko ukrašena podzemna groblja kršćanska je zajednica iskopala u sedru ili drugu zemlju koja se lako uklanja. U smislu arheološke i umjetničke važnosti smatraju se trećima u Italiji nakon onih Rima i Sirakuze koji su opsežniji i brojniji. Uglavnom se nalaze u Rione Sanità, ali se protežu na velikom području.
Prije su se kršćani pokapali zajedno s poganima, no kako je zajednica postajala brojnija, stvarala su zajednička groblja. Isprva su katakombe korištene isključivo u pogrebne svrhe i za kult mučenika koji su tamo pokopani, ali su sve više postajale središte vjerskog života grada. Najstarije gradske katakombe potječu iz 2. stoljeća nove ere.
Glavne drevne katakombe poznate danas su:
- Katakombe San Gennaro (2. stoljeće)
- Katakombe svetog Gaudija (5. stoljeće)
- Katakombe Sant'Eufebio (ili Sant'Eusebio, u kapucinskom samostanu Sant'Eframo Vecchio, s kraja 3. stoljeća)
- Katakombe San Severa (kasno 4. stoljeće)
- Katakombe San Pietro ad Aram (4. stoljeće) s paleokršćanskom bazilikom
- Katakombe San Vito (2. stoljeće, ispod bivše bolnice San Camillo u samostanu Santa Maria della Vita u Bologni, iako su tragovi izgubljeni)
- Sepulkralna bazilika Sant'Eufemia (u blizini vicolo dei Lammatari, kraj 5. stoljeća)
- Sepulkralna bazilika svetih Fortunata i Massima (u blizini vicolo dei Lammatari, možda kraj 4. stoljeća)
- Katakomba iz augustovog razdoblja na Piazza Santa Maria degli Angeli (nedavno otkriće, 2011.)
- Katakombe Santa Maria del Pianto
- Katakombe Sant'Elmo (ili Sant'Eramo ili di San Martino)

### Ostala arheološka nalazišta
- Ostaci velike rimske vile iz 1. stoljeća prije Krista u četvrti Pianura, vjerojatno izgrađene na prethodnoj građevini iz 3. – 2. stoljeća prije Krista; veliki kompleks s 20 soba, dva velika dvorišta s kolonadama, termama, kuhinjama i sobama za primanje. Vila se nalazi na antičkoj cesti koja je vodila od Neapolisa do Flegrejskih polja. Mnoge sobe još uvijek zadržavaju opsežne dijelove podova od mozaika, uključujući onaj tablinuma koji ima bijele tesserae s motivom meandra i središnjim ukrasom. Južno od iskopa nalazi se starija građevina od koje su sačuvani neki objekti iz srednjeg republikanskog doba. U srednjem carskom dobu istočni ambulatorij zapadnog peristila bio je podijeljen u četiri prostorije. Ostale preinake učinjene su između 4. i 5. stoljeća nove ere. Vila je vjerojatno napuštena između 5. i 6. stoljeća. Otkriven je 2006., a iskopan 2020.[25][26]
- Rimski mauzolej u Pianuri
- Lukulova vila

- Domus na mjestu crkve Carminiello ai Mannesi. Crkva je stradala u zračnom napadu 1943. godine, a iz ruševina su izronili masivni zidovi i temelji velike rimske građevine koja je zauzimala cijeli gradski otok. Počevši od kasnorepublikanskog domusa, na njemu je krajem 1. stoljeća nove ere izgrađena još jedna rimska građevina na dva kata. Donja etaža bila je namijenjena servisnim prostorima raspoređenim oko velike pravokutne prostorije s freskama, dok se prema jugu raspoznaje mala toplica. Na gornjoj razini poduprto svodovima i lukovima od opeke nalazi se veliki pravokutni bazen prekriven pločicama i mali bazen sa središnjom stepenastom fontanom, prekriven bijelim mramorom. Tijekom carske ere kompleks je doživio više obnova, od kojih je najvažnije postavljanje mitreja u dvije prostorije na donjem katu: to je prepoznatljivo po ostacima štukaturnog reljefa vidljivog na stražnjem zidu boga Mitre u čin ubijanja bika. Prema zapadu pravokutni stupovi stvaraju oslonjeni vanjski trijem.
- Rimska vila Ponticelli
- Rimska vila Scampia. Na Via Tancredi Galimberti bila je to villa rustica s poljoprivrednim imanjem.[27] Prisutnost malih termalnih kupališta ukazuje da je u njemu živio vlasnik posjeda, najvjerojatnije rimski veteran, kojemu je povjereno veliko zemljište. Izvješća lokalnih farmera govore o ostacima mozaika i komadima žbuke obojanim u plavo koji su ležali u njegovim sobama iz 1960-ih, što sugerira da je vlasnik bio bogat. Vila je renovirana možda od prvog vlasnika, s povišenjem poda za gotovo jedan metar. Možda je podizanje bilo potrebno nakon redovitih poplava. Postoje i znakovi proširenja različitih epoha. Nekada je imala veliku podzemnu cisternu koja je nažalost srušena kada se gradila cesta.
- Rimska villa rustica Cupa Marfella, Marianella. Otkriven 1980-ih i datira iz 1. stoljeća nove ere, ima pravokutni tlocrt oko središnjeg dvorišta, s nizom dnevnih i radnih soba na tri strane, dok četvrta ima granični zid. S tri strane dvorišta bio je peristil. Možda je sagrađena na ostacima već postojeće republikanske vile.[28]

- Otočić Megaride
- Monte Echia (stjenoviti vrh na kojem je izgrađen grčki polis)
- Akvadukt Bolla
- Bourbonska galerija, kompleks tunela iskopanih u stijeni, koji datiraju iz grčkog doba kada se sedra vadila, a špilje koristile kao cisterne.
- Grčke grobnice u Eremo di Santa Maria di Pietraspaccata
- Arheološko nalazište unutar Mostra d'Oltremare
- Ostaci hrama Dioskura
- Ostaci rimskog doba u Sant'Aspreno al Porto
- Ostaci rimskog domusa i lječilišnog kompleksa u podrumu Palazzo Ricca u ulici dei Tribunali. Domus u Banco di Napoli otkriven je 1970-ih i datira u 2. stoljeće nove ere. Gotovo je sigurno bio povezan s kompleksom pronađenim i uništenim tijekom radova u Forcelli između ulica San Nicola dei Caserti, ulica Pietro Colletta i ulica Giudecca Vecchia. Vidljiva su dva luka od opeke koji se vjerojatno otvaraju na kriptoportikus, okomito na ulicu Via dei Tribunali. Vidi se dio krovnog svoda kriptoportikusa. Lukovi su u ogromnoj prostoriji od opeke s bačvastim svodom, možda povezanim s drugim servisnim područjima dalje na zapadu. Druga soba ima pod od mozaika s geometrijskim motivom. U drugoj fazi ova je prostorija preuređena u četvrtom slikarskom stilu i napravljen je mali stup u opus vittatum naslonjen na stražnji zid.[29]
- Rimski ostaci u klaustru svetih Marcelina i Festa
- Rimski ostaci unutar Maschio Angioino
- Arheološka istraživanja Katedrale
- Ostaci i arheološki nalazi napuljskog podzemlja (postaje Toledo, Gradska vijećnica, Sveučilište, Salvator Rosa)
- Rimske kupke u Agnanu
- Pećina psa u Agnanu
- Neolitske grobnice Materdei
- Ostaci Camaldolija (brončano i rimsko doba)
- Rimski mauzolej u Via Pigna
- Rimski ostaci u Pietrasanti
- Chiatamone i Stara kapela ("Platamonske pećine" koje se spominju već u grčko doba)
- Mauzolej La Conocchia (uništen)
- Arheološki ostaci (vjerojatno lučke strukture Parthènope) uz obalu Castel dell'Ovo